# Quadenoord

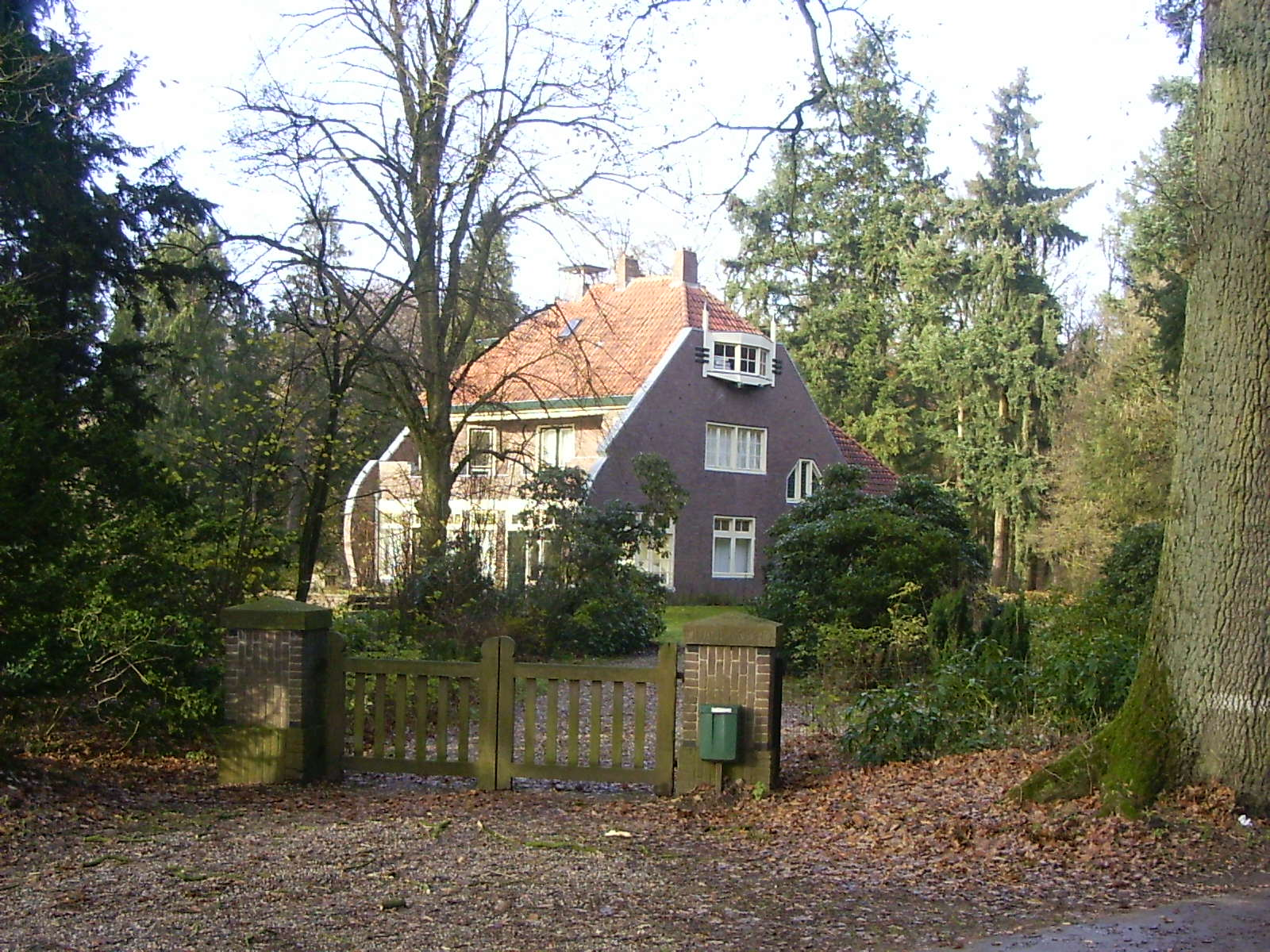
Villa Quadenoord

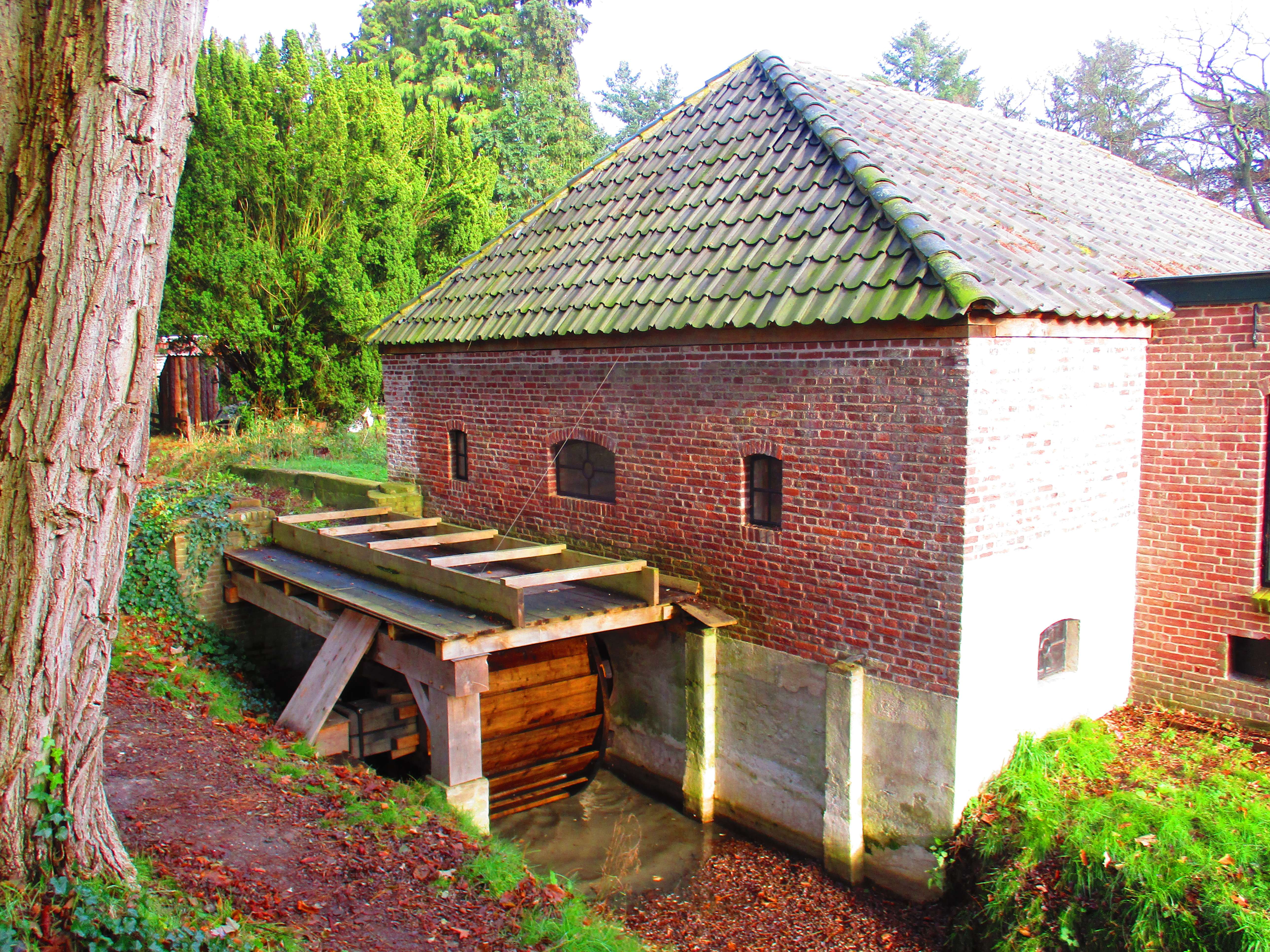
De gerestaureerde watermolen

Landgoed Quadenoord  is een particulier landgoed met villa in Renkum in de Nederlandse provincie Gelderland. Het is 230 hectare groot en er is onder andere een manege, een natuurkampeerterrein en een beeldentuin op gevestigd. 
Kenmerkend is het dennenbos dat in de jaren 1930 na ontginning van de heide werd aangeplant. Dit ontwikkelt geleidelijk tot een gemengd bos doordat na houtoogst loofbomen er zich spontaan vestigen. Op het landgoed begint het Renkums Beekdal, er zijn diverse sprengen die de Molenbeek, Oliemolenbeek en Halveradsbeek voeden met kwelwater. De laatste van acht watermolens die ooit in het beekdal draaiden is op Quadenoord behouden gebleven. De weilanden in het beekdal vormen landschappelijk een andere kant van het landgoed. Het gebied is opgesteld en goed ontsloten voor wandelaars, ruiters en mountainbikers.

## Geschiedenis
Uit de grafheuvels van de Klokbekercultuur op het landgoed blijkt dat er vanaf circa 1500 v. Chr. bewoning plaats had in de streek.
De herkomst van de naam Quadenoord is onduidelijk. Enerzijds kan het afkomstig zijn van ‘Kwadenoord’, als zijnde een dodenmoeras waarin misdadigers werden gegooid. Voor de Romeinen was dit een bekende manier om misdadigers te bestraffen. Anderzijds zou de naam afkomstig zijn van een oude volksstam die vijandig was tegen de Romeinen. De aanwezigheid van de Romeinen in de nabijheid van het landgoed blijkt uit de vondst van Romeins aardewerk uit de tweede eeuw n. Chr. op het landgoed. Ook is in 1816 een pot Romeinse penningen gevonden met de afbeelding van keizer Hadrianus.
Medio 1600 waren alle gronden rondom buurtschap de Harten in eigendom van een klooster. In 1639 werden de gronden verkocht aan de Staten van het kwartier Veluwe en werd Hendrik van Essen tot holtrichter aangesteld. Na zijn overlijden in 1650 kwamen de gronden in eigendom van zijn dochter Swane Penseè die trouwde met Willem Joseph van Ghent, luitenant-admiraal op de Nederlands vloot. Toen hij in 1672 sneuvelde werd zijn weduwe eigenaar van alle goederen en zij kocht nog meer goederen aan. Toen zij ten slotte overleed liet zij de eigendommen na aan haar twee zoons: Willem Joseph en Frederik Hendrik. De grond werd verdeeld tussen de broers en Willem Joseph stichtte op zijn grond Landgoed de Keijenberg.
Landgoed Quadenoord werd gevormd in 1703 toen Frederik Hendrik van Gent het landgoed in de leenregisters inschreef. Het landgoed bestond toen uit het huis zelf, het erf tot Harten, het erf Everwijnsgoed, een erf Suiderenk, de broeklanden in het Renkumse Broek en een uiterwaard genaamd de Rietkamp. In 1714 overleed Frederik Hendrik van Gent en werd diens zoon Tjaert Cornelis eigenaar. Toen hij al in 1723 overleed werd zijn zuster Margaretha Maria eigenaar. Doordat zij minderjarig was werd ze onmondig erfgename en nam haar broer voor haar waar. Toen ze meerderjarig werd huwde ze met Michael Onuphrius thoe Schwartzenberg en Hohenlansberg en werd het landgoed, samen met de Keijenberg, eigendom van de Friese familie thoe Schwartzenberg en Hohenlansberg. Uit dit huwelijk werden twee zoons geboren en na het overlijden van Frederik Willem kreeg Wilco Tjalling Camstra thoe Schwartzenberg en Hohenlansberg alle grond in bezit. Doordat het economisch slecht ging was hij genoodzaakt alle percelen ten zuiden van de huidige Bennekomseweg te verkopen zoals de bebouwing Bergerhof, het erf Everwijnsgoed en diverse papiermolens. Uiteindelijk werd ook het landgoed zelf verkocht in 1791 aan Adolph Troost, en na zijn dood door zijn weduwe in 1809 aan W. de Groot. De Groot verkocht in 1810 alweer het landgoed aan Andries Willem graaf van Hogendorp (1780-1855). Van Hogendorp verkocht in 1828 Quadenoord aan P.A. van de Veer, die het toevoegde aan het landgoed "de Beken".
In 1872 werd de grond verkocht aan de Wageningse kantonrechter F.C.W. Koker. Door de heer Koker werden grote delen heidegebied ontgonnen en tot bouwland gemaakt. In 1922 kocht de familie van de heer J.G. Huy uit Leiden pas ontgonnen uitgestrekte velden ten noorden van het landgoed waarmee het landgoed tot aan de Rhijnspoorweg strekt.